# Escoussens
Escoussens település Franciaországban, Tarn megyében. Lakosainak száma 611 fő (2022. január 1.). Escoussens Laprade, Arfons, Labruguière, Saint-Affrique-les-Montagnes és Verdalle községekkel határos.

## Népesség
A település népességének változása:
| Lakosok száma | 635  | 615  | 630  | 601  | 608  | 614  | 621  | 616  | 611  |
|               | 2013 | 2015 | 2016 | 2017 | 2018 | 2019 | 2020 | 2021 | 2022 |